# Альфредо Джаннетті
Альфредо Джаннетті (італ. Alfredo Giannetti; 1924—1995) — італійський сценарист і режисер. У 1962 році отримав премію Оскар за найкращий оригінальний сценарій за фільм «Розлучення по-італійськи».

## Вибрана фільмографія
- 1956 — Машиніст
- 1958 — Людина з соломи
- 1961 — «Розлучення по-італійськи» / (Divorzio all'italiana)
- 1967 — Аморальний
- 1971—1870
- 1971 — Автомобіль
- 1976 — Февбре да Кавалло
- 1980 — Il bandito dagli occhi azzurri